# Real Futsal Arzignano 2018-2019
La voce raccoglie i dati riguardanti il Real Futsal Arzignano, squadra di calcio a 5 militante in serie A, nelle competizioni ufficiali del 2018-2019.

## Trasferimenti

### Sessione estiva
| Jhonatan Linhares | São José Pinhais |
| Marco Marzotto    | A-Team           |
| Paulinho          | Civitella        |
| Matheus Pozzi     | Bisceglie        |

| Marco Concato    | Cornedo          |
| Ognjen Kokorović | Villorba         |
| Pichí            | Dunărea Călăraşi |
| Pablo Ranieri    | A-Team           |
| Luca Zambello    | svincolato       |

### Sessione invernale
| Gabriel Motta | Maritime |

| Partenze | Partenze | Partenze | Partenze |
| Nome     | a        |          |          |
| -------- | -------- | -------- | -------- |

## Prima squadra
| N° | Naz.               | Ruolo | Sportivo          | Anno     |  |  |
| -- | ------------------ | ----- | ----------------- | -------- |  |  |
| 1  | Brasile (bandiera) | POR   | Matheus Pozzi     | 15.02.97 |  |  |
| 2  | Spagna (bandiera)  | DIF   | Jesús Murga       | 09.08.92 |  |  |
| 5  | Brasile (bandiera) | DIF   | Márcio Brancher   | 21.05.67 |  |  |
| 6  | Italia (bandiera)  | DIF   | Manuel Rosa       | 17.02.96 |  |  |
| 7  | Brasile (bandiera) | UNI   | Jhonatan Linhares | 21.10.93 |  |  |
| 8  | Brasile (bandiera) | LAT   | David Tres        | 28.05.87 |  |  |
| 9  | Italia (bandiera)  | PIV   | Fabrizio Amoroso  | 20.11.80 |  |  |
| 10 | Brasile (bandiera) | LAT   | Mario Salamone    | 11.02.94 |  |  |
| 12 | Italia (bandiera)  | POR   | Loris Urbani      | 03.03.90 |  |  |
| 20 | Brasile (bandiera) | PIV   | Paulinho          | 19.04.80 |  |  |
| 21 | Italia (bandiera)  | PIV   | Carlo Houenou     | 31.08.96 |  |  |
| 23 | Italia (bandiera)  | POR   | Marco Marzotto    | 25.09.95 |  |  |

## Under 19
| N° | Naz.               | Ruolo | Sportivo           | Anno     |  |  |
| -- | ------------------ | ----- | ------------------ | -------- |  |  |
| 3  | Italia (bandiera)  | LAT   | Giovanni Boschetto | 02.02.99 |  |  |
| 11 | Brasile (bandiera) | LAT   | Gabriel Motta      | 16.08.99 |  |  |
| 18 | Italia (bandiera)  | LAT   | Marco Zarantonello | 10.10.00 |  |  |
| 19 | Italia (bandiera)  | DIF   | Giovanni Bicego    | 30.06.01 |  |  |
| -  | Italia (bandiera)  | POR   | Leonardo Fongaro   | 26.10.01 |  |  |